# Србија на Европском првенству у атлетици за млађе сениоре 2009.
Србија је учествовала на 7. Европском првенству за млађе сениоре 2009. одржаном у Каунасу, Литванија, од 16 до 19. јула. Репрезентацију Србије на њеном другом учешћу на европским првенствима за млађе сениоре од 2006. године од када Србија учествује самостално под овим именом, представљало је 3 спортиста (2 мушкарца и 1 жена), који су се такмичили у 5 дисциплина (3 мушке и 2 женске).
У укупном пласману Србија је са две бронзане медаље заузела 23. место.
У табели успешности према броју и пласману такмичара који су учествовали у финалним такмичењима (првих 8 такмичара) Србија је са 2 учесника у финалу заузела 23 место са 12 бодова..
| Пл. | Земља  | 1. место | 2. место | 3. место | 4. место | 5. место | 6. место | 7. место | 8. место | Бр. фин. | Бодови |
| --- | ------ | -------- | -------- | -------- | -------- | -------- | -------- | -------- | -------- | -------- | ------ |
| 23. | Србија | 0 - 0    | 0 - 0    | 2 - 12   | 0 - 0    | 0 - 0    | 0 - 0    | 0 - 0    | 0 - 0    | 2        | 12     |

## Учесници
| Мушкарци: - Милош Савић — 100 м, 200 м - Михаил Дудаш — Десетобој | Жене: - Азра Еминовић — 5.000 м, 10.000 м |  |

## Освајачи медаља (2)

### Бронза (2)
- Азра Еминовић — 10.000 м
- Михаил Дудаш — десетобој

## Резултати

### Мушкарци
| Атлетичар   | Дисциплина | Лични рекорд | Квалификације | Квалификације | Полуфинале | Полуфинале | Финале               | Финале       | Детаљи |
| Атлетичар   | Дисциплина | Лични рекорд | Резултат      | Место         | Резултат   | Место      | Резултат             | Место        | Детаљи |
| ----------- | ---------- | ------------ | ------------- | ------------- | ---------- | ---------- | -------------------- | ------------ | ------ |
| Милош Савић | 100 м      |              | 10,68         | 5. у гр. 1    |            |            | Није се квалификовао | 11 / 21      |        |
| Милош Савић | 200 м      |              | 21,40 кв      | 4. у гр. 3    | 21,57      | 7. у гр. 1 | Није се квалификовао | 15 / 23 (24) |        |

#### десетобој
| Дисциплина   | Михаил Дудаш | Михаил Дудаш | Михаил Дудаш | Михаил Дудаш | Михаил Дудаш | Михаил Дудаш |
| Дисциплина   | Лич. рек.    | Резултат     | Бод.         | Плас.        | Укупно       | Плас.        |
| ------------ | ------------ | ------------ | ------------ | ------------ | ------------ | ------------ |
| 100 м        |              | 10,98        | 865          | 2.           | 865          | 2.           |
| Скок удаљ    |              | 7,28         | 881          | 10.          | 1.746        | 2.           |
| Бацање кугле |              | 12,76        | 653          | 14.          | 2.399        | 8.           |
| Скок увис    |              | 2,00         | 803          | 8.           | 3.202        | 2.           |
| 400 м        |              | 47,86        | 916          | 1.           | 4.118        | 1.           |
| 110 препоне  |              | 14,80        | 874          | 9.           | 4.992        | 1.           |
| Бацање диска |              | 39,64        | 657          | 11.          | 5.823        | 2.           |
| Скок мотком  |              | 4,60         | 790          | 8.           | 6.439        | 3.           |
| Бацање копља |              | 53,04        | 634          | 11.          | 7.073        | 3.           |
| 1.500 м      |              | 4:24,30      | 782          | 6.           | 7.855        | 3.           |
| Укупно       |              |              |              |              | 7.855        |              |

### Жене
| Атлетичарка   | Дисциплина | Лични рекорд | Група       | Група | Полуфинале | Полуфинале | Финале             | Финале             | Детаљи |
| Атлетичарка   | Дисциплина | Лични рекорд | Резултат    | Место | Резултат   | Место      | Резултат           | Место              | Детаљи |
| ------------- | ---------- | ------------ | ----------- | ----- | ---------- | ---------- | ------------------ | ------------------ | ------ |
| Азра Еминовић | 5.000 м    |              |             |       |            |            | Није завршила трку | Није завршила трку |        |
| Азра Еминовић | 10.000 м   |              | 33:47,19 ЛР |       |            |            |                    |                    |        |